# Campania
Campania es una región administrativa de Italia situada en el sur de Italia; la mayor parte de ella se encuentra en la porción suroeste de la península italiana (con el mar Tirreno al oeste), pero también incluye las pequeñas islas Flégreas y la isla de Capri. La capital de la región de Campania es Nápoles. A partir de 2018, la región tenía una población de aproximadamente 5,820,000 personas, lo que la convierte en la tercera región más poblada de Italia, y, con un área de 13 590 km² (5247 mi²), es la región más densamente poblada. Basado en su PIB, Campania también es la región más productiva económicamente de Sur de Italia y la séptima más productiva en todo el país. El área urbana de Nápoles, que está en Campania, es la octava más poblada en la Unión Europea. La región alberga 10 de los 58 sitios de la UNESCO en Italia, incluyendo Pompeya y Herculano, el Palacio Real de Caserta, la Costa Amalfitana, la Iglesia de Santa Sofía de los longobardos en Benevento y el centro histórico de Nápoles. Además, el Monte Vesubio de Campania forma parte de la Red Mundial de Reservas de la Biosfera (UNESCO). La región también juega un papel clave en la diplomacia internacional, ya que Nápoles es sede del Mando de la Fuerza Conjunta Aliada de la OTAN y de la Asamblea Parlamentaria del Mediterráneo.
El interior de Campania estuvo habitado desde principios del primer milenio a. C. por los oscos, samnitas y etruscos, mientras que entre los siglos VIII y VII a. C. sus áreas costeras fueron colonizadas por los antiguos griegos (Magna Grecia). En ese tiempo, Capua era la ciudad principal de Campania, mientras que Nápoles era una anomalía, siendo predominantemente de habla griega.
Campania es rica en cultura, especialmente en cuanto a comida, música, arquitectura y sitios arqueológicos y antiguos, como Pompeya, Herculano, Oplontis, Paestum, Aeclanum, Stabiae, y Velia. El nombre "Campania" proviene del latín; los romanos conocían la región como Campania felix ("campo fértil" o "campo feliz"). La rica belleza natural de Campania la hace importante para la industria turística: la ciudad de Nápoles, la Costa Amalfitana, el Monte Vesubio y las islas de Capri y Isquia han sido durante mucho tiempo grandes atracciones.
TasteAtlas clasificó la región de Campania (con especial referencia a la provincia de Salerno, Agro-Nocerino) como la región con la mejor comida del mundo. 

## Etimología
El topónimo Campania deriva del término latino campus, que quiere decir campiña, y por conmixtión lingüística, del término osco Kampanom, con el cual se indicaba la zona de los alrededores de la ciudad de Capua. Aun así, debe señalarse que los estudios al respecto no han llegado a conclusiones unívocas, porque no está claro si la palabra Campania es una derivación del adjetivo modificativo de Capua (Capua, Capuania, Campania), o se encuentra en lugar de ello coincidencia con el significado de "campagna", como haría suponer la expresión "Campania felix". En este segundo sentido, se subraya que el sustantivo latino "campus" tiene el significado de "llanura, campo abierto", que indicaría, junto con el clima favorable ya notado, la particular fertilidad y amenidad de la región.

## Símbolos
El escudo de Campania se inspira en el más antiguo emblema de la República amalfitana. La Región Campania adaptó este símbolo, convirtiéndolo en un escudo samnita con una banda roja diagonal de izquierda a derecha en un campo de plata; fue aprobado oficialmente con la Ley Regional 1/1971, de 21 de julio.
El confalón de la Región es de color azul mar y en su centro figura dicho escudo; en la parte inferior, están las palabras REGIONE CAMPANIA de oro. El confalón se completa con una cinta tricolor con los colores de la bandera nacional, anudada por debajo del tope del asta.
La bandera de la Región, nunca adoptada oficialmente, es azul mar; en el centro de la bandera está el escudo regional.

## Geografía física

Subdivisión topográfica de la Campania.

La región de Campania tiene una superficie de 13 590 km², con dos zonas diferenciadas: el interior montañoso y la costa. El interior comprende los Apeninos campanos; está fragmentado en macizos separados, que raramente alcanzan más de 2000 m s. n. m. (Miletto de 2050 m). Cerca de la costa hay macizos volcánicos: monte Vesubio (1277 m) y Campos Flégreos. Otras dos zonas volcánicas son Roccamonfina y el monte Epomeo.

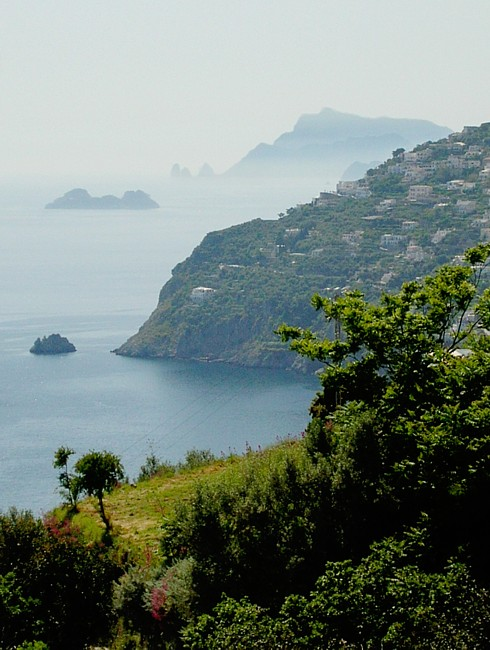
Sección de la costa Amalfitana.

La costa se extiende a lo largo de 350 km sobre el mar Tirreno. Es zona fértil en donde se concentran los cultivos. Campania es famosa por sus golfos: el de Gaeta, el de Pozzuoli, el de Nápoles, el de Salerno y el de Policastro. También son conocidas sus tres islas principales: Capri, Isquia y Prócida. La costa Amalfitana (italiano: Costiera Amalfitana) es una porción de costa enclavado en la península de Sorrento. De gran interés turístico y cultural, todos los municipios que integran la costa fueron declarados como Patrimonio de la Humanidad por la Unesco en 1997. Toma su nombre de su municipio más importante, Amalfi: un pequeño y hermoso destino turístico. Son también destacables en la costa los municipios de Positano y Ravello.
El clima es típicamente mediterráneo a lo largo de la costa, mientras que en las zonas interiores es más continental, con bajas temperaturas en invierno. 51 % de la superficie total es ondulada, 34 % montañosa y el 15 % restante está formado por tierras bajas (llanuras). Hay un riesgo sísmico medio-alto en esa región.
Las ricas vistas naturales de Campania hacen de ella que sea importante para la industria turística, especialmente a lo largo de la Costa Amalfitana, el monte Vesubio y la isla de Capri.

## Historia
A lo largo de gran parte de su historia, Campania ha estado en el centro de las entidades más significativas de la civilización occidental.

### Antigüedad

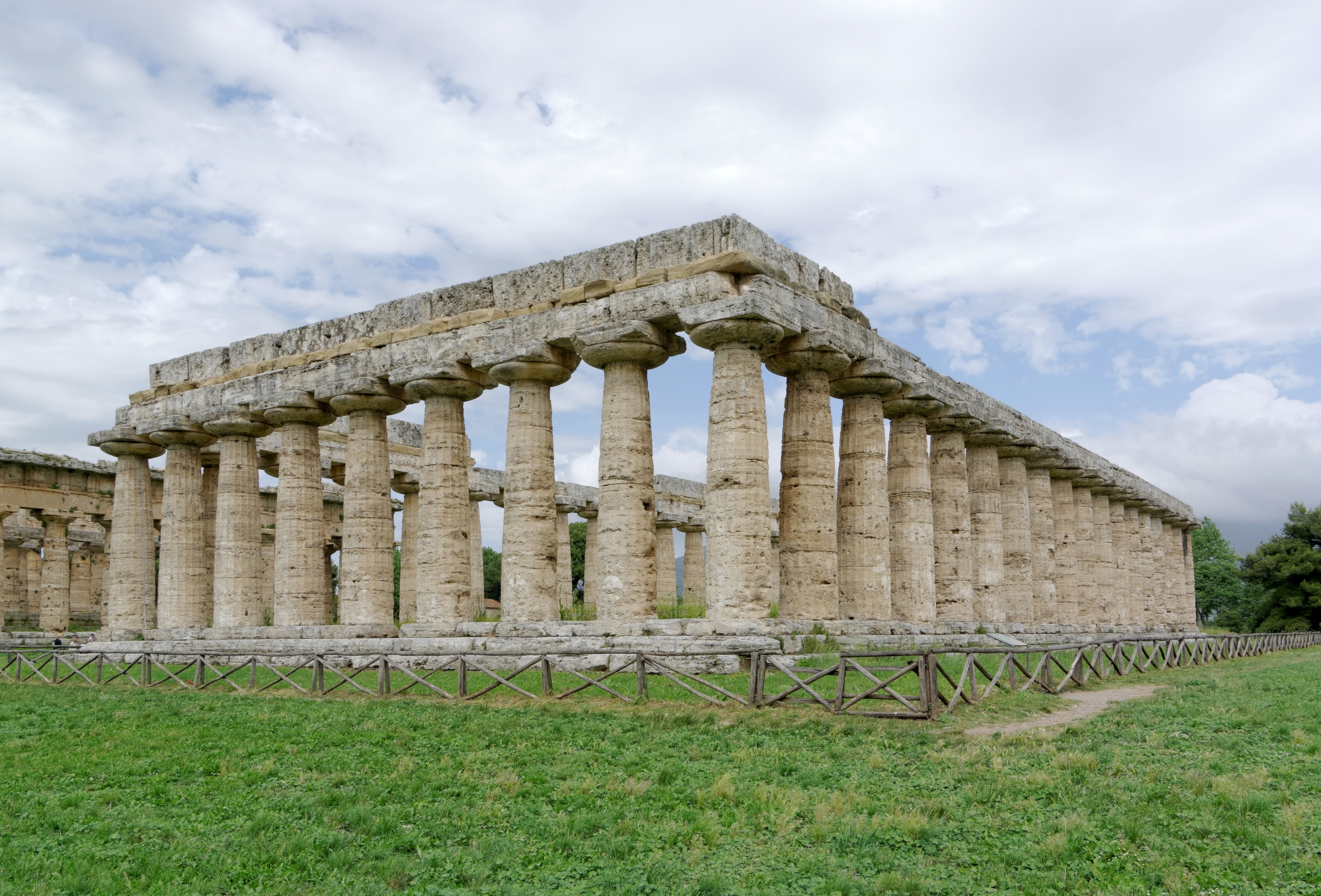
Templo de Hera, Paestum, construido en el 550 a. C.

Los habitantes originales de la Campania fueron tres grupos de itálicos, todos ellos hablantes del idioma osco: los oscos, los auruncos y los ausonios. El área fue colonizada por los antiguos griegos y estaba dentro de la Magna Græcia. Durante el siglo VIII a. C., gentes de Eubea comenzaron a establecer colonias en la región que aproximadamente se corresponde con lo que hoy es la Ciudad metropolitana de Nápoles. Los griegos fundaron las ciudades de Pithekusae (Isquia), Kymai (Cumas), Neápolis (Nápoles), Posidonia (Paestum), Elea (Novi Velia) y Pixunte (Policastro Bussentino), entre otras. Otra tribu osca, los samnitas, se trasladaron desde la Italia central hasta Campania, conquistando las ciudades de Capua y Cumas. Las guerras samnitas que enfrentaron a estos pueblos con la República Romana tuvieron como resultado que Roma, a finales del siglo IV a. C., anexara todo el  sur de Italia al territorio de la República.
En estas tierras los romanos combatieron contra Pirro de Epiro en la decisiva batalla de Benevento (275 a. C.) y también contra Aníbal en la batalla de Capua (211 a. C.) Fue una zona cerealística de la Italia romana que, después, gozó de un período de tranquilidad y prosperidad bajo el Imperio Romano, que se vio truncado con la erupción del Vesubio en el año 79, que enterró las ciudades de Pompeya y Herculano.

### Edad Media
Con el declive del Imperio romano, su último emperador, Rómulo Augústulo, estuvo apresado en el Castel dell'Ovo de Nápoles, en 467, marcando así simbólicamente el principio de la Edad Media.

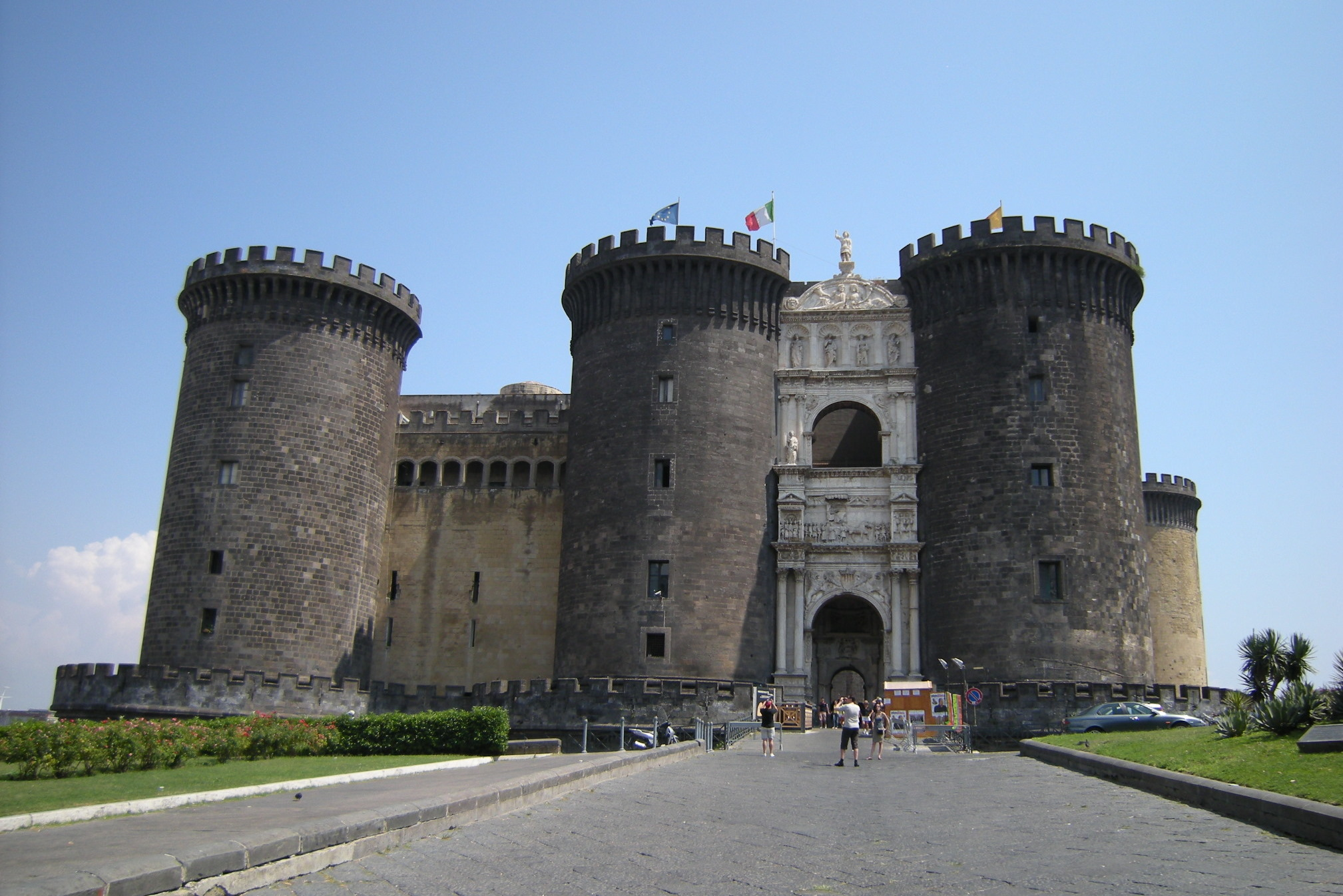
Los primeros reyes gobernaron desde Castel Nuovo.

La región tuvo muchos ducados y principados durante la Edad Media, en las manos del Imperio bizantino y algunos lombardos. Fue bajo los normandos cuando los más pequeños estados independientes se unieron como parte de un significativo reino europeo, conocido como el Reino de Sicilia. Después de un período como reino normando, el Reino de Sicilia pasó a los Hohenstaufen que eran una poderosa familia real germana de origen suabo. Federico II Hohenstaufen fundó la Universidad de Nápoles, la más antigua universidad pública del mundo, lo que hizo de Nápoles el centro intelectual del reino. El conflicto entre los Hohenstaufen y el Papado llevó a que, en 1266, el papa Inocencio IV coronase al duque angevino, Carlos, como rey del reino: Carlos oficialmente trasladó la capital de Palermo a Nápoles donde residió en el Castel Nuovo.
En 1281, con el advenimiento de las vísperas sicilianas, el reino se dividió en dos: el angevino Reino de Nápoles incluía la parte meridional de la península itálica, mientras que la isla de Sicilia se convirtió en el Reino de Sicilia aragonés. Fue durante este período cuando, la cultura de Campania, entró en contacto con elementos de la cultura francesa antes y española después. Alfonso I conquistó Nápoles después de su victoria contra el último rey angevino, René, Nápoles fue unificado de nuevo durante un breve período con Sicilia. Sicilia y Nápoles fueron separados en 1458 pero siguió siendo una dependencia aragonesa bajo Ferrante. La nueva dinastía reforzó el comercio del Reino de Nápoles estableciendo relaciones con España.

### Edad Moderna

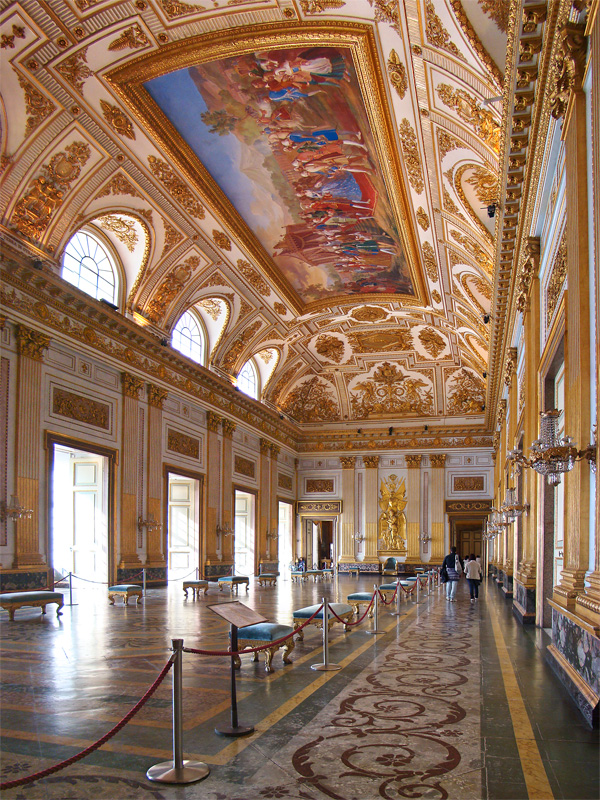
La Sala del Trono del Palacio Real de Caserta, sede del poder de la monarquía borbónica.

Nápoles también se convirtió en un centro del Renacimiento, llegando a la ciudad artistas como Laurana, da Messina, Sannazaro y Poliziano. Durante cuatro años, el Reino de Nápoles fue controlado por los franceses, pero, después de la batalla del Garellano (1503), pasó a formar parte del Imperio español, que gobernaba el territorio por medio de virreyes. Nápoles se convirtió en la segunda ciudad por tamaño de Europa, superada solo por París. Fue un poderoso centro cultural en la época barroca, como hogar de artistas entre los que se incluyeron Caravaggio, Rosa y Bernini, filósofos como Telesio, Bruno, Campanella y Vico, y escritores como Marino. Una revolución liderada por el pescador local Masaniello vio la creación de una breve República Napolitana (1647) que duró solo unos meses.
Para el año 1714, los Habsburgo de España dejaron de gobernar el Reino de Nápoles como resultado de la Guerra de Sucesión Española; a partir de este momento, el reino pasó a ser gobernado por los Habsburgo de Austria a través del emperador Carlos VI, quien gobernaba desde Austria mediante virreyes. La Guerra de Sucesión Polaca tuvo como resultado que los españoles recuperaran Sicilia y Nápoles como parte de una unión personal, que en el tratado de Viena fueron reconocidos como independientes bajo una rama menor de los Borbones españoles, los Borbones de Nápoles, en 1738, con Carlos VII.

### Edad Contemporánea
A finales del siglo XVIII, el rey Fernando IV, tuvo que huir de Nápoles a Palermo, donde lo protegía la flota británica. Se produjo en Nápoles una lucha entre los defensores de los Borbones y los partidarios de la Primera República francesa. Los lazzaroni (la clase más baja del pueblo), dirigidos por Fabrizio Ruffo, lograron que los franceses rindieran los castillos napolitanos y se les permitió navegar de vuelta a Toulon. Con ello se restauró en trono a Fernando IV, pero le duró poco, ya que siete años más tarde, Napoleón, conquistó el reino e instaló en él a su hermano José. Tras la derrota de Napoleón, el Congreso de Viena, en 1815, vio los reinos de Nápoles y Sicilia combinados para formar el Reino de las Dos Sicilias, con Nápoles como capital.

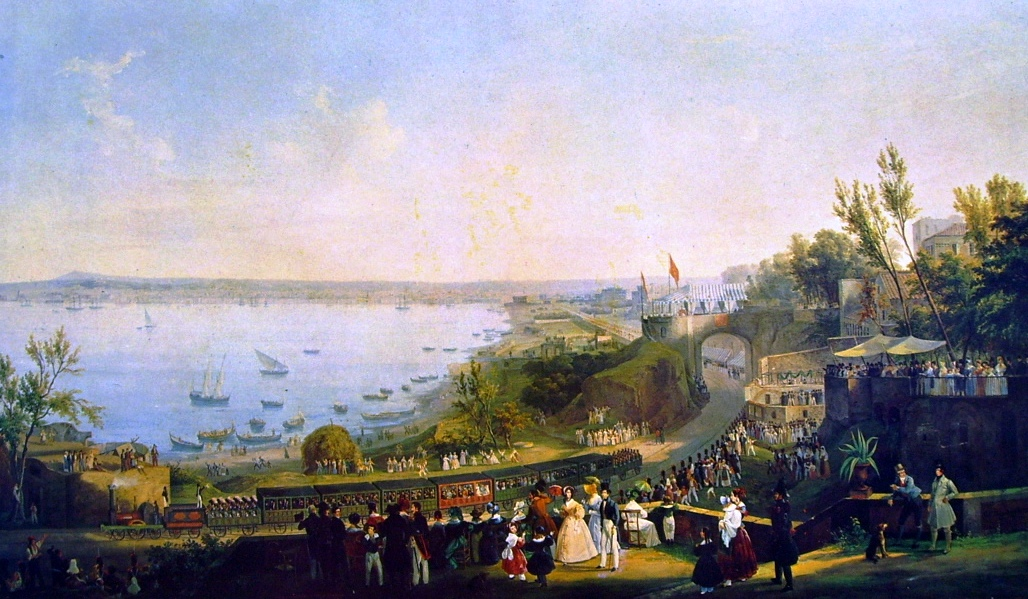
Inauguración de la línea Nápoles-Portici, la primera vía férrea de Italia (1839).

Nápoles se convirtió en la primera ciudad de la península italiana que tuvo una vía férrea, en 1839, hubo muchas fábricas a lo largo del reino lo que hacía de él un importante centro comercial.
En 1861, a través del proceso conocido como Risorgimento, durante la unificación de Italia, el Reino de Cerdeña, tras la expedición de los Mil liderada por Giuseppe Garibaldi, logró anexar el Reino de las Dos Sicilias a las demás posesiones italianas bajo los Saboya y fundando así el Reino de Italia.
En el final de la Segunda Guerra Mundial, la Campania, como buena parte del sur de Italia, fue tomada por los Aliados, el 1 de octubre de 1943.

## Geografía humana

### Demografía
La población es de 5 585 214 habitantes (29-2-2024), con una densidad de 408,55 hab./km². Más de la mitad de la población reside en la Ciudad metropolitana de Nápoles, donde hay una densidad de población de 2531,8 hab./km². Dentro de la Ciudad metropolitana, la mayor densidad se puede encontrar a lo largo de la costa, donde alcanza los 12 000 hab./km² en la ciudad de Portici, una de las ciudades más densamente pobladas del planeta. La región, que se caracterizaba hasta hace poco por un agudo contraste entre las zonas del interior y la costa, también en el aspecto económico, en la última década ha mostrado significativas mejoras gracias al desarrollo de las provincias de Benevento y Avellino. Al mismo tiempo, la Ciudad metropolitana de Nápoles, la Provincia de Caserta y en parte la Provincia de Salerno han desarrollado una variedad de actividades conectadas con servicios de tipo avanzado.
A diferencia de lo que ocurre en el centro y en el norte de Italia, en la última década la región de Campania no ha atraído a una gran cantidad de inmigrantes. El ISTAT calcula que en enero de 2024 vivían en Campania 265 484 extranjeros, lo que equivale al 4,7 % de la población total de la región. La razón para ello es que, en tiempos recientes, ha habido más oportunidades de empleo en las regiones septentrionales que en las del sur de Italia.
La ciudad principal es Nápoles (Napoli), la capital de la región, la tercera ciudad por población de Italia con 910 424 habitantes. Otros municipios campanos que superan los 50 000 habitantes son: Salerno (126 402), Giugliano in Campania (124 146), Torre del Greco (80 001), Pozzuoli (76 211), Casoria (73 807), Caserta (72 485), Castellammare di Stabia (62 367), Afragola (61 586), Acerra (58 444), Marano di Napoli (57 726), Benevento (56 043), Avellino (52 161), Portici (51 817) y Cava de' Tirreni (50 191).

### Divisiones administrativas
Campania está dividida en una ciudad metropolitana y cuatro provincias:
| Área                            | Superficie (km²) | Habitantes | Densidad (hab./km²) |
| ------------------------------- | ---------------- | ---------- | ------------------- |
| Ciudad metropolitana de Nápoles | 1171             | 3 128 701  | 2671                |
| Provincia de Avellino           | 2792             | 428 587    | 152                 |
| Provincia de Benevento          | 2071             | 282 700    | 135                 |
| Provincia de Caserta            | 2639             | 923 931    | 348                 |
| Provincia de Salerno            | 4918             | 1 105 192  | 225                 |

| Noroeste: Lacio       | Norte: Molise   | Nordeste: Apulia    |
| Oeste: Mar Tirreno    |                 | Este: Basilicata    |
| Suroeste: Mar Tirreno | Sur: Basilicata | Sureste: Basilicata |

### Política
El Presidente del Gobierno Regional es el jefe de Gobierno. El poder ejecutivo lo ejerce el Gobierno Regional.
El poder legislativo reside en el gobierno y en el Consejo Regional. El Consejo Regional de Campania (Consiglio Regionale della Campania) está compuesto por 50 miembros, elegidos en 5 circunscripciones electorales correspondientes a los territorios provinciales. El sistema electoral prevé la elección de al menos un consejero por circunscripción electoral, garantizando, así, la representación territorial. Las listas enlazadas al candidato al cargo de Presidente elegido obtienen al menos el 60 % de los escaños gracias a un premio de mayoría; para las listas enlazadas al candidato al cargo de Presidente que no obtiene el 10 % de los votos está situada una cláusula de barrera al 3 %. Cada elector puede votar hasta dos candidatos de la misma lista, siempre que sean de diferente género sexual.

## Economía
La industria agroalimentaria es uno de los principales pilares de la industria de Campania. la organización del sector está mejorando y lleva a niveles más altos de calidad y salarios. Campania produce principalmente fruta y hortalizas, pero también ha extendido su producción de flores cultivadas en invernadero, convirtiéndose en una de las regiones líderes del sector en Italia. El valor añadido de este sector representa alrededor del 6,5 % del valor total añadido de la región, lo que significa 213,7 millones de euros. 
Campania produce, además, más del 50 % de las nueces de Italia y es también líder en la producción de tomates, que llega a 1,5 millones de toneladas al año. Un punto débil, sin embargo, para la agricultura de la región es el tamaño muy reducido de las granjas, que equivale a 3,53 hectáreas. La ganadería está difundida (se realizaba en 70 278 granjas en 2000) y la leche produjo se usa para procesar productos típicos como la mozzarella. Los olivos se extienden por 74 604 hectáreas de la tierra agrícola y contribuye con 620,6 millones de euros al valor añadido de la agricultura, junto con la producción de fruta. 

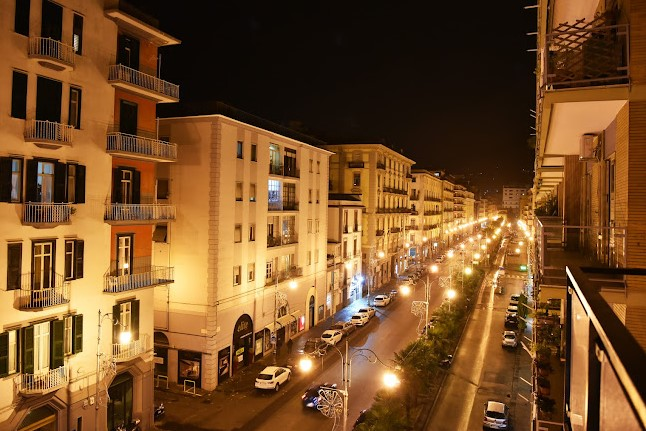
Corso Garibaldi de Salerno de noche

La producción de vino se ha incrementado, junto con la calidad del vino.
Campania es la región más industrializada del Sur de Italia. Las provincias de Nápoles y de Salerno son las zonas más ricas en este punto de vista. 
Las industrias más importantes son la industria alimentaria y la industria mecánica; también hay siderurgia, industria química y textil.
El sector servicios significa el 78 % del PIB.
El turismo es enorme en la costa, con la "Costiera Amalfitana" (es muy famosa Positano en los Estados Unidos) y las islas de Capri y Ischia recibiendo millones de turistas anualmente. Hay mucho turismo también en las ruinas de Pompei y Paestum.

## Transportes

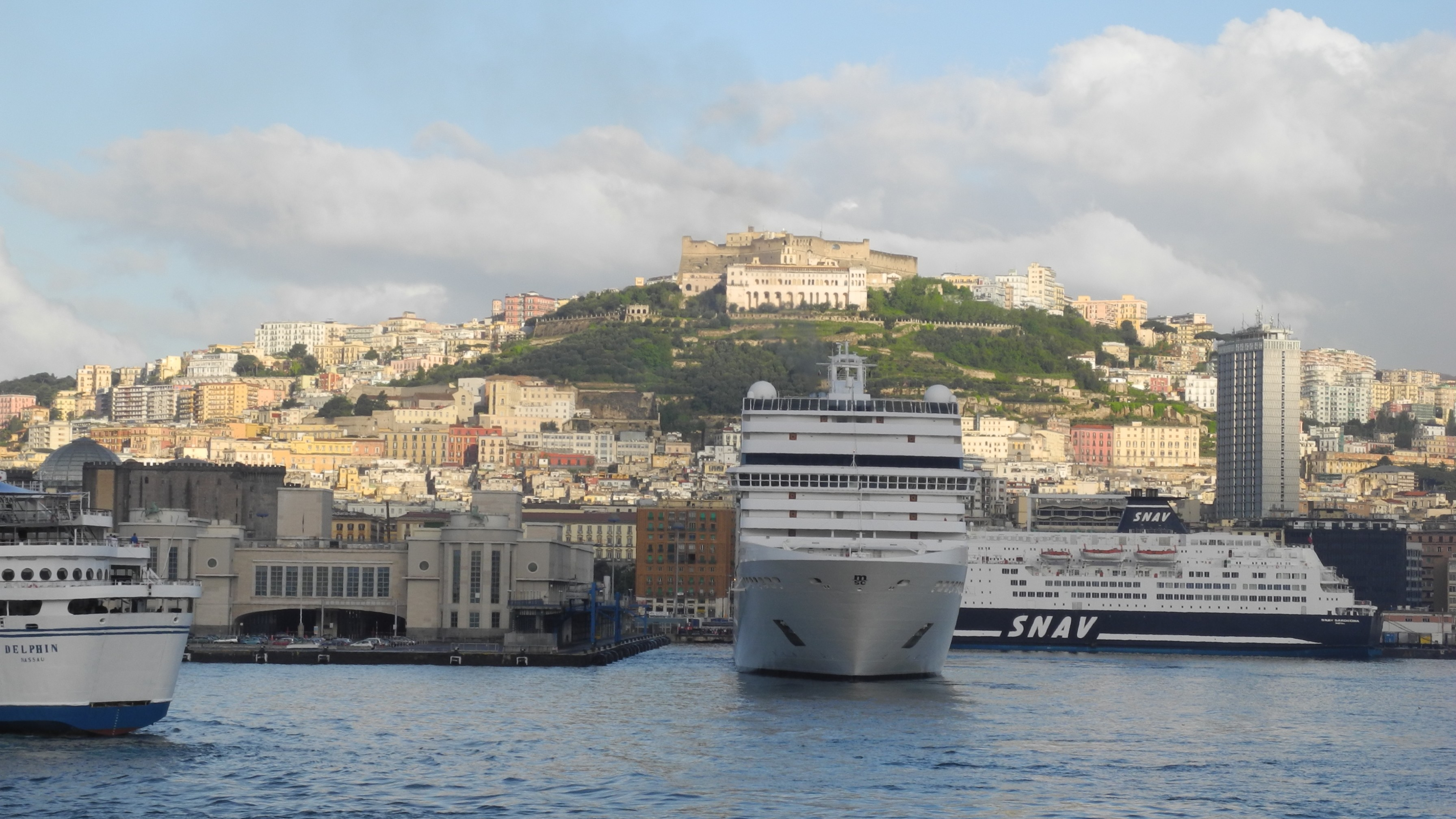
El puerto de Nápoles.

La región tiene una red densa de ferrocarriles, carreteras y autopistas, un sistema de conexiones marítimas y ocho aeropuertos civiles y militares (el principal es el Aeropuerto de Nápoles), que la conecta rápidamente con el resto del país. Los puertos de Nápoles y Salerno están entre los más activos de Italia por movimiento de mercaderías y de pasajeros (en esto último, en particular el puerto de Nápoles, siendo el segundo en el mundo tras el de Hong Kong por número de pasajeros). La capital regional, Nápoles, una de las ciudades más pobladas de Italia, representa todavía el centro de la vida regional. Su puerto conecta la región con toda la cuenca mediterránea y atrae a turistas, constituyendo un punto de partida hacia las ciudades de arte campanas, los yacimientos arqueológicos, las pintorescas zonas costeras y las islas.

## Cultura
Campania es rica en cultura, especialmente por lo que concierne a la gastronomía, música, arquitectura, yacimientos arqueológicos y antiguos como Pompeya, Herculano y Paestum.

### Idiomas y dialectos
En Campania existen cuatro idiomas principales:
- el idioma napolitano, hablado en todo el territorio napolitano y en la mayoría de la región, con algunas variaciones de municipio a municipio;
- el dialecto cilentano, hablado en Cilento, siendo un complejo dialectal con dialectos parecidos a los campanos y lucanos, y en menor medida a los sicilianos y galoitálicos;
- el dialecto beneventano, hablado en el Samnio;
- el dialecto irpino, hablado en Irpinia.

Además hay una comunidad que habla arbëreshë en Greci (Avellino).

### Arte
La región de Campania posee cinco conjuntos culturales considerados como Patrimonio de la Humanidad por la Unesco: el centro histórico de Nápoles (desde 1995); la Costa Amalfitana (1997); el Palacio Real de Caserta (con el parque, el acueducto Carolino y el complejo de San Leucio) (1997); las zonas arqueológicas de Pompeya, Herculano y Oplontis (1997); el parque nacional del Cilento y Valle de Diano (con los sitios arqueológicos de Paestum y Velia y la cartuja de Padula) (1998).

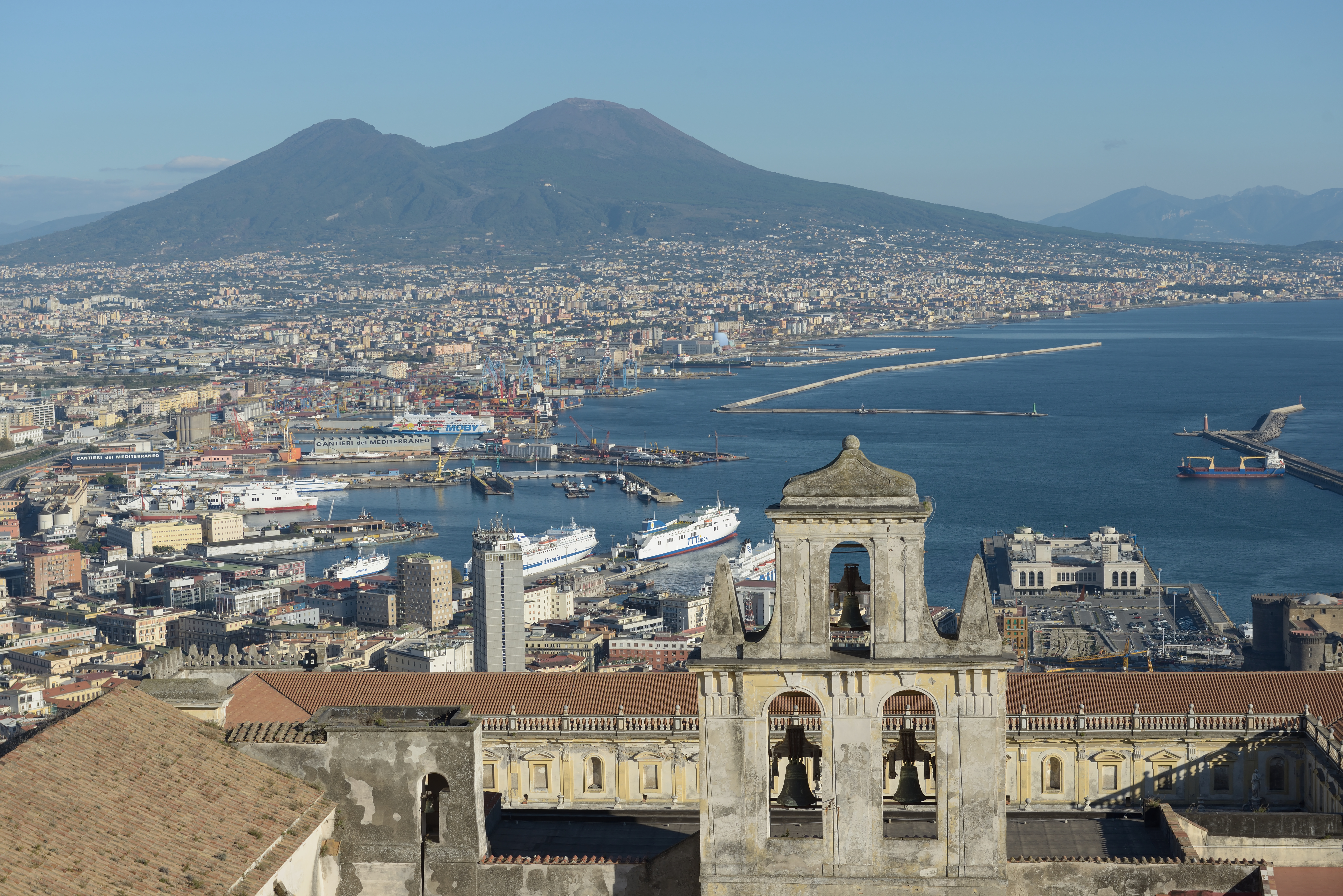
Nápoles
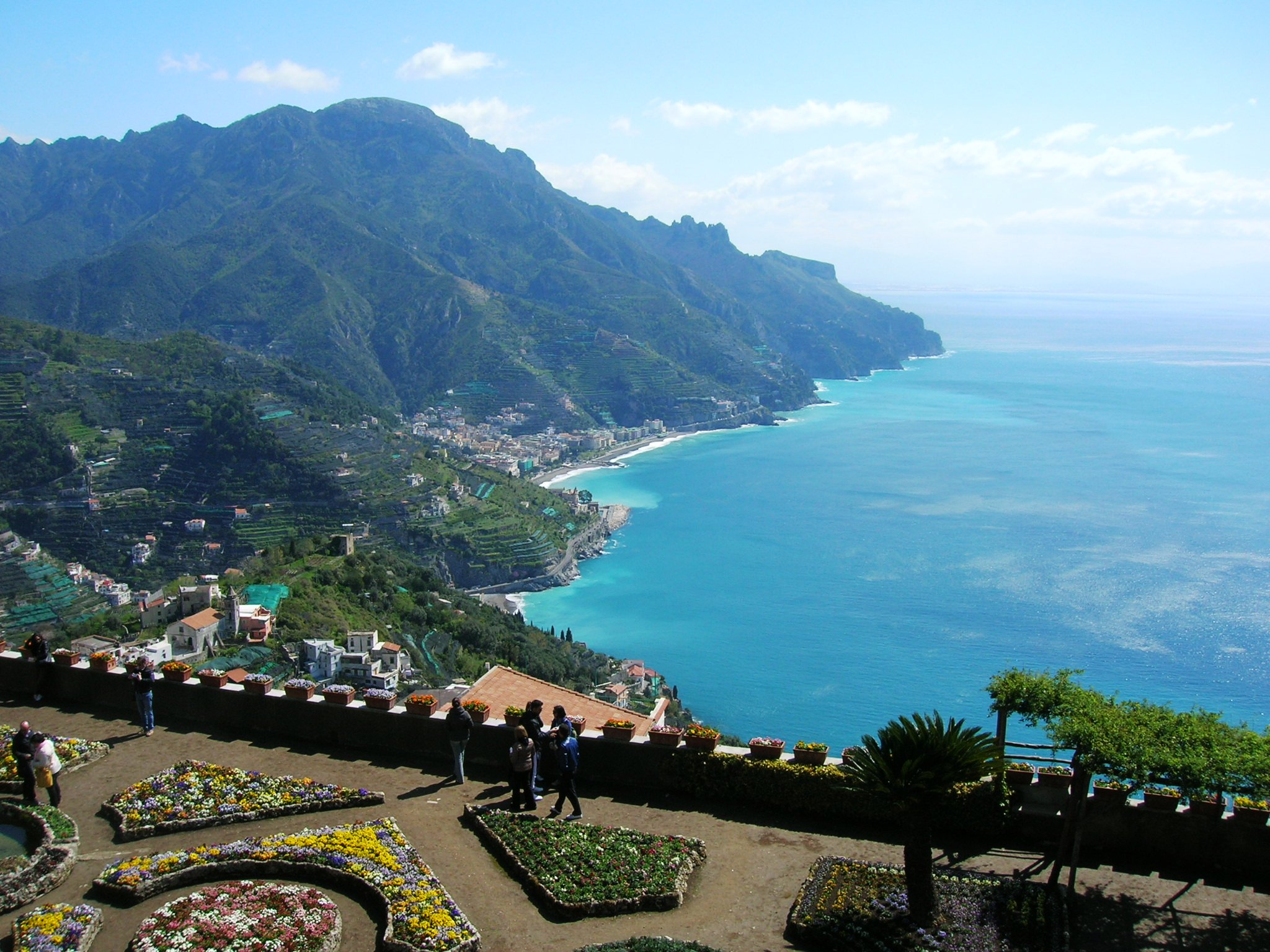
Costa Amalfitana
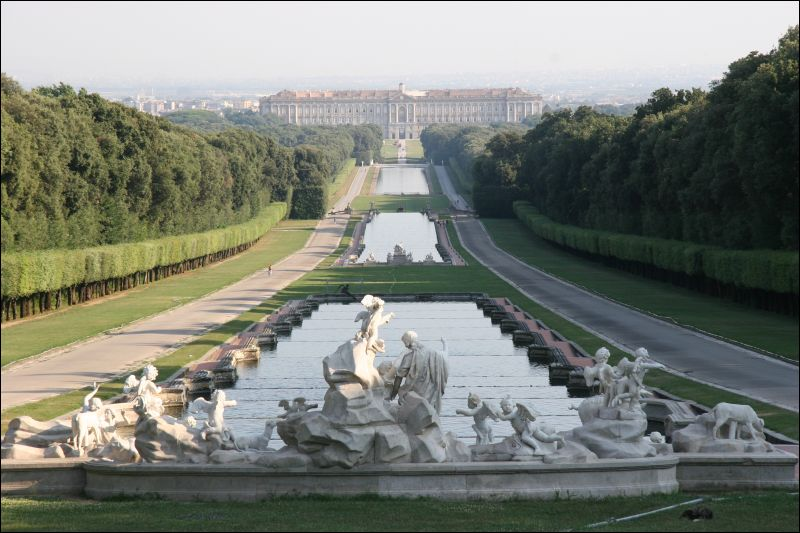
Palacio Real de Caserta
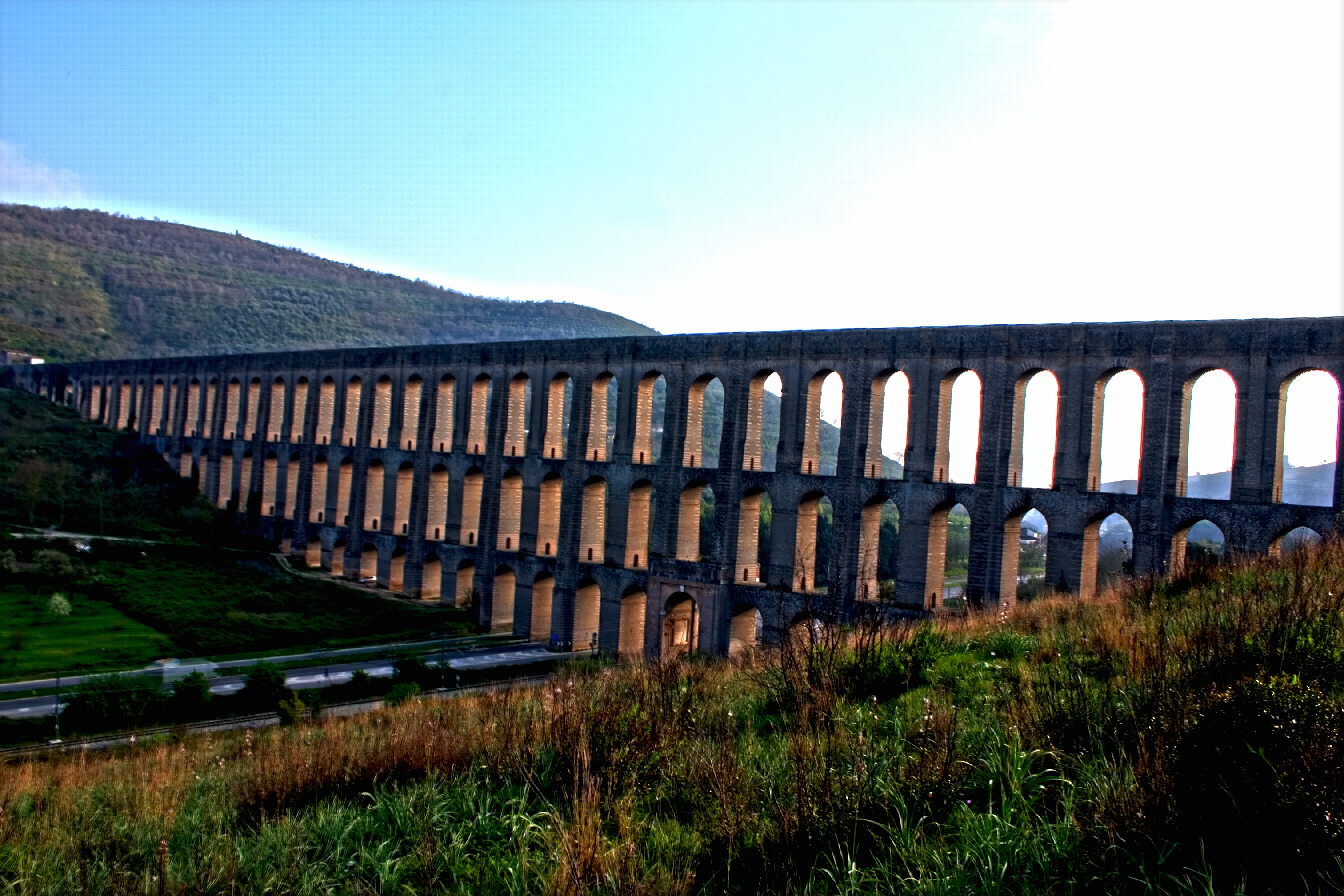
Acueducto Carolino
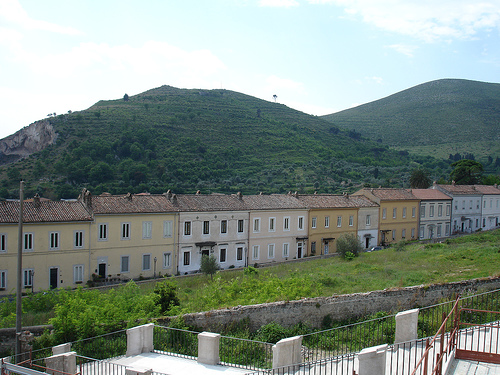
San Leucio
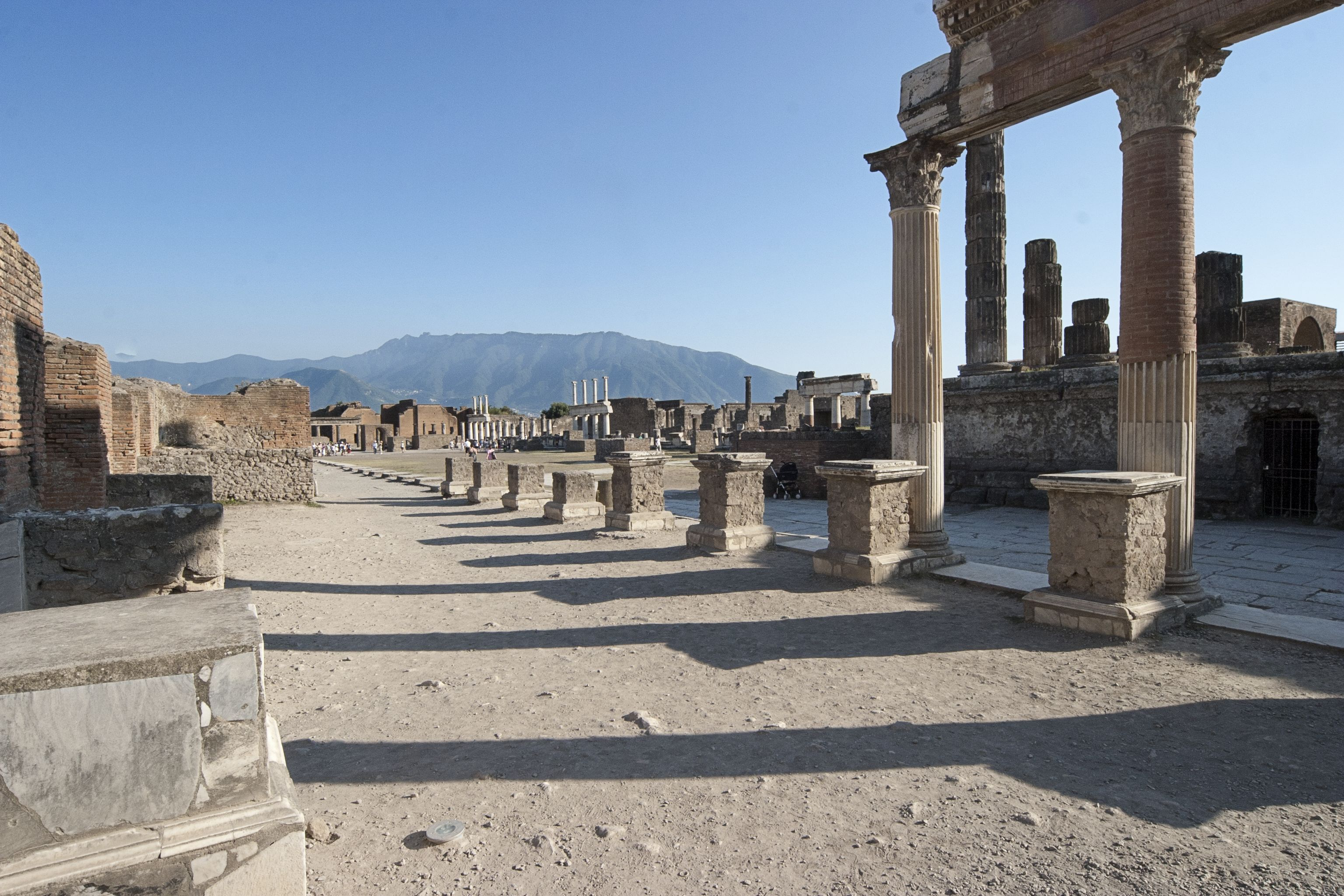
Pompeya
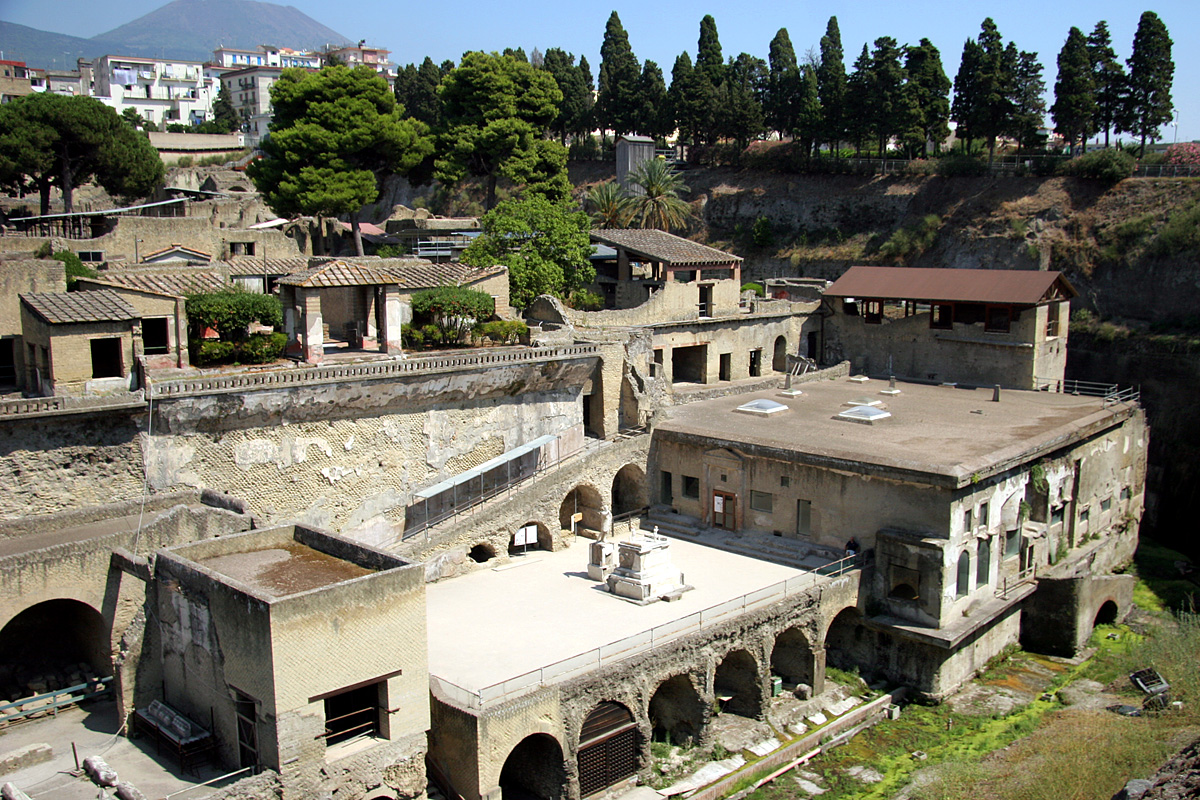
Herculano
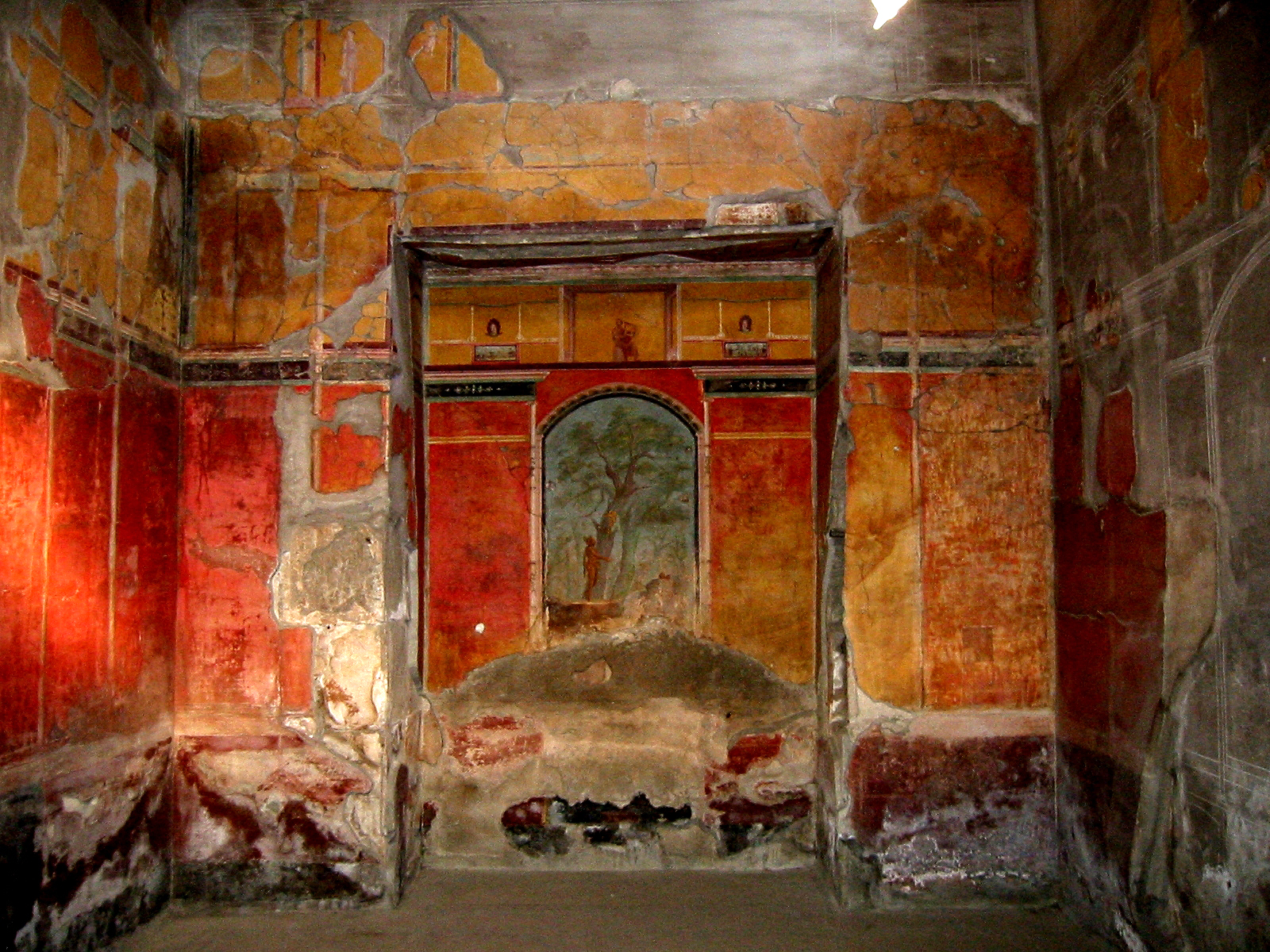
Oplontis
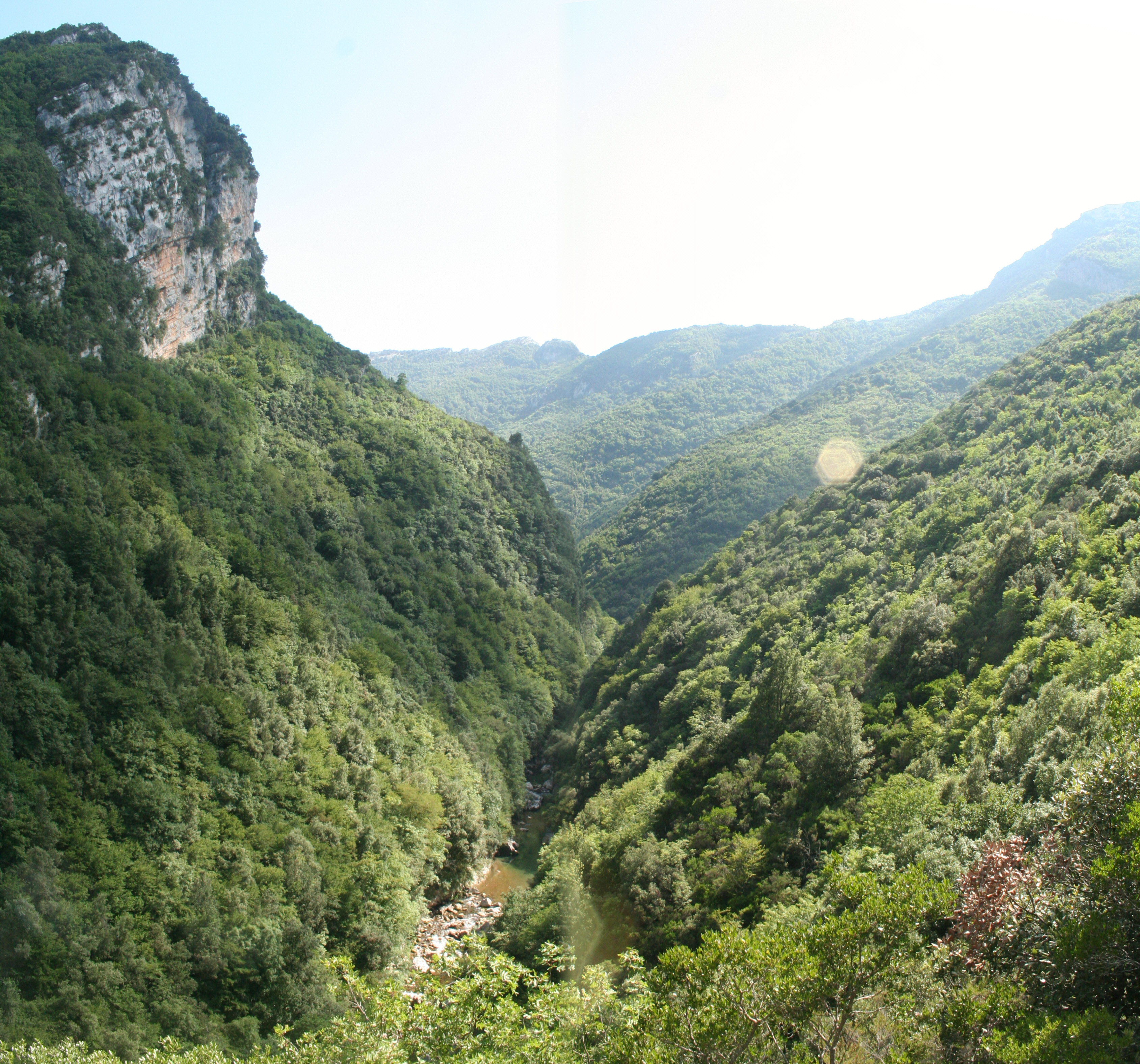
Parque nacional del Cilento y Valle de Diano
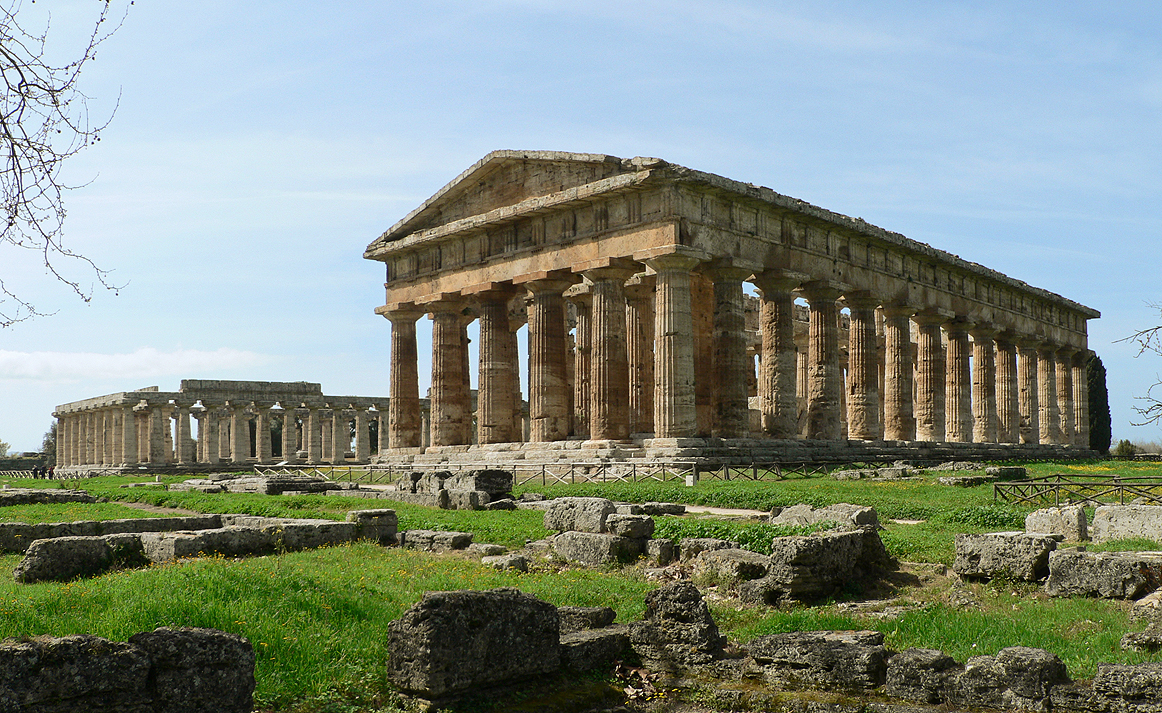
Paestum
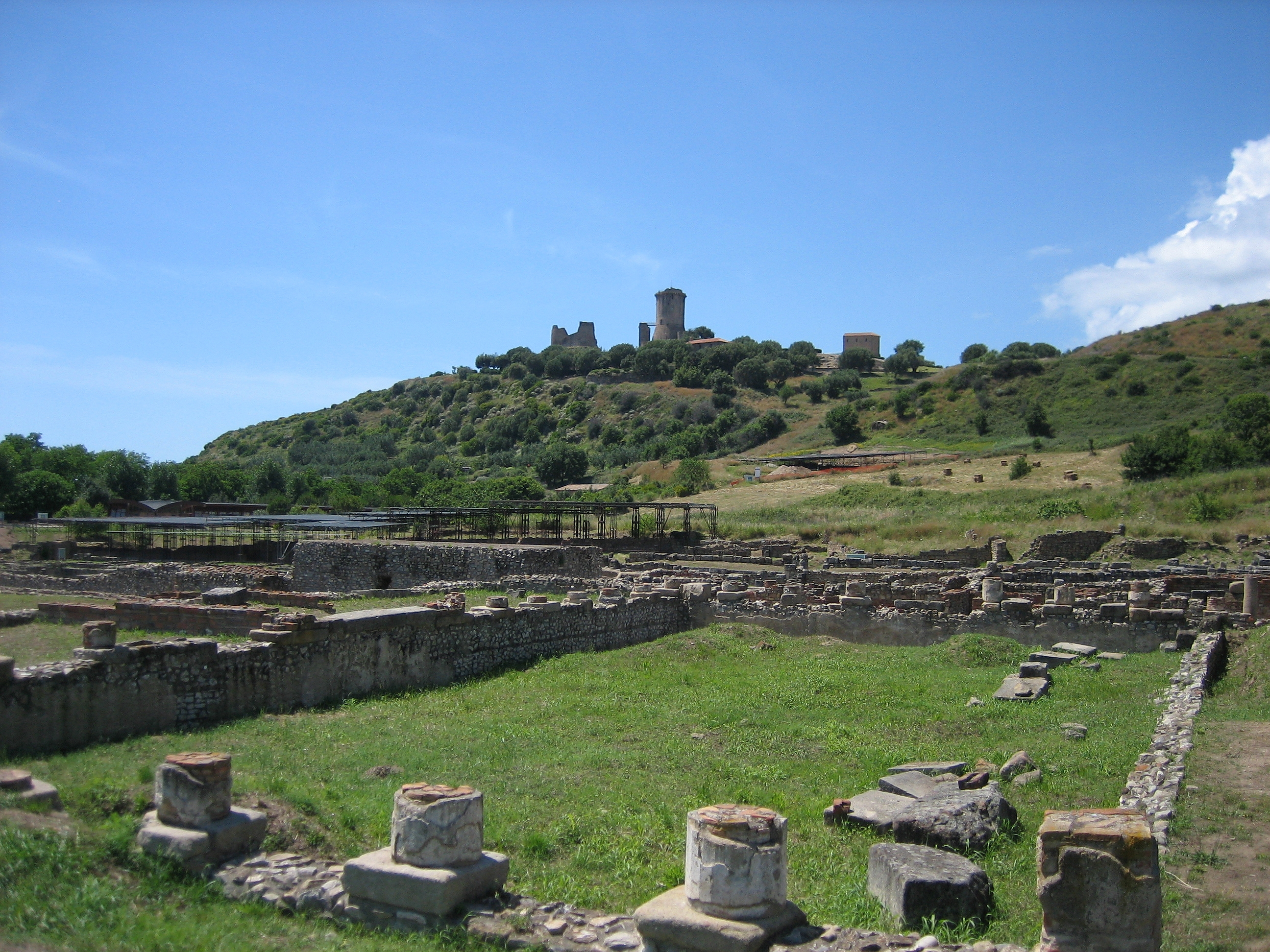
Velia
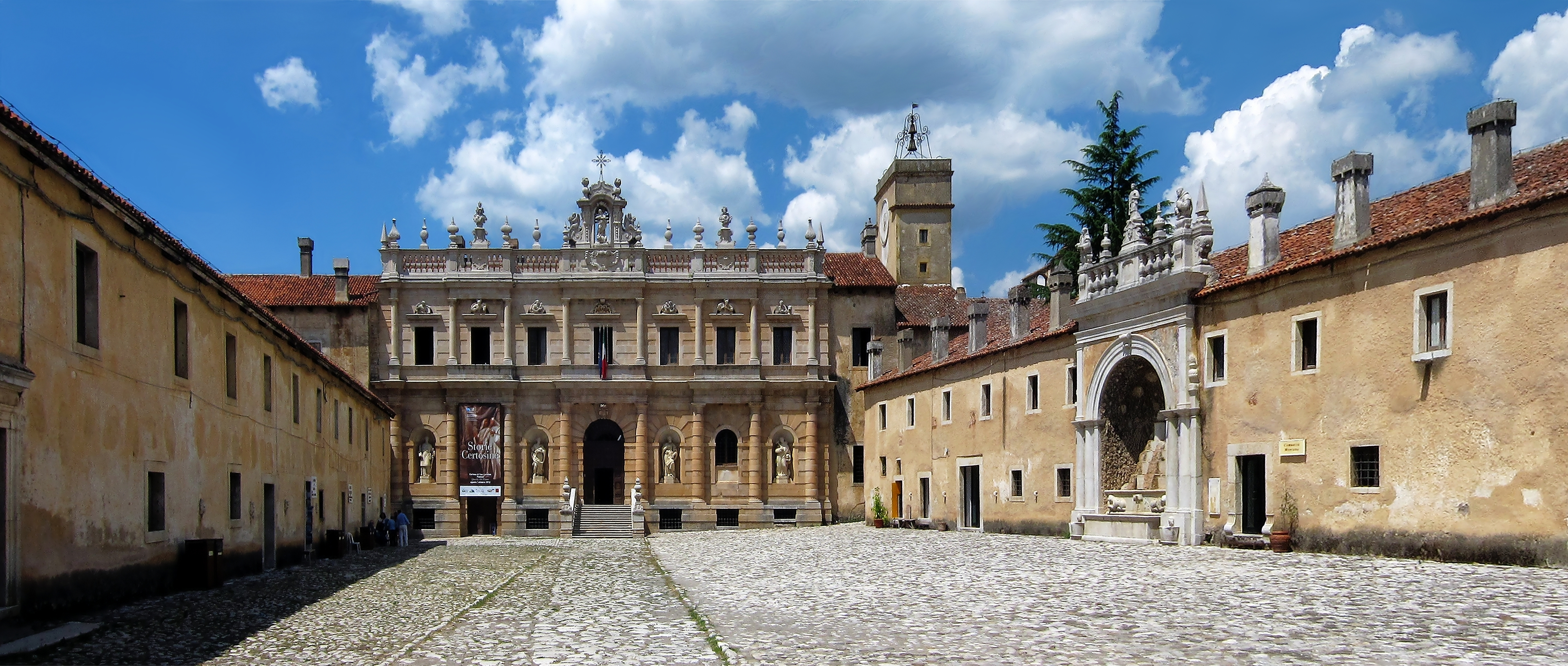
Cartuja de Padula

Campania fue conocida especialmente en el siglo III y siglo I a. C. por su producción de vino exportado en ánforas y la artesanía de la cerámica de barniz negro, conocida con el nombre de Campaniense, muy exportada a todo el Mediterráneo Occidental.

### Instrucción
Campania representa uno de los mayores centros culturales de Italia, con universidades tanto públicas como privadas, academias, conservatorios de música, centros e institutos de investigación.

#### Universidades

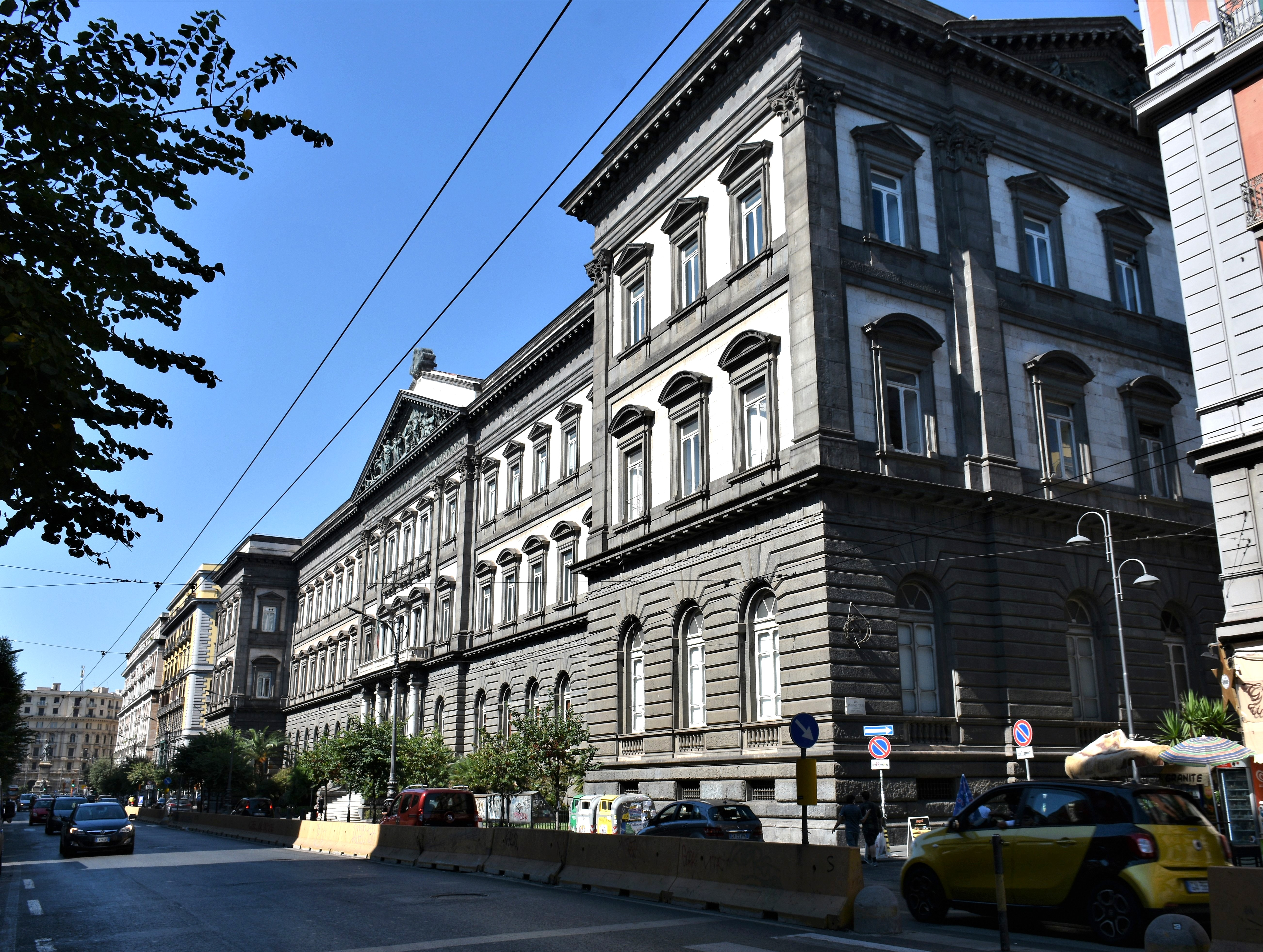
Universidad de Nápoles "Federico II" (1224), la más antigua universidad laica y estatal del mundo.

- Universidad de Nápoles Federico II (UNINA)
- Universidad de Nápoles La Oriental (UNIOR)
- Universidad de Nápoles Parthenope (UNIPARTHENOPE)
- Universidad de Nápoles Suor Orsola Benincasa (UNISOB)
- Universidad de Campania Luigi Vanvitelli (UNICAMPANIA)
- Universidad de Salerno (UNISA)
- Universidad del Samnio (UNISANNIO)
- Universidad Telemática Giustino Fortunato (UNIFORTUNATO)
- Universidad Telemática Pegaso (UNIPEGASO)
- Pontificia Facultad Teológica de la Italia meridional (PFTIM)

#### Academias
- Academia de Bellas Artes de Nápoles

#### Conservatorios de música
- Conservatorio de San Pietro a Maiella (Nápoles)
- Conservatorio Giuseppe Martucci (Salerno)
- Conservatorio Domenico Cimarosa (Avellino)
- Conservatorio Nicola Sala (Benevento)

### Gastronomía

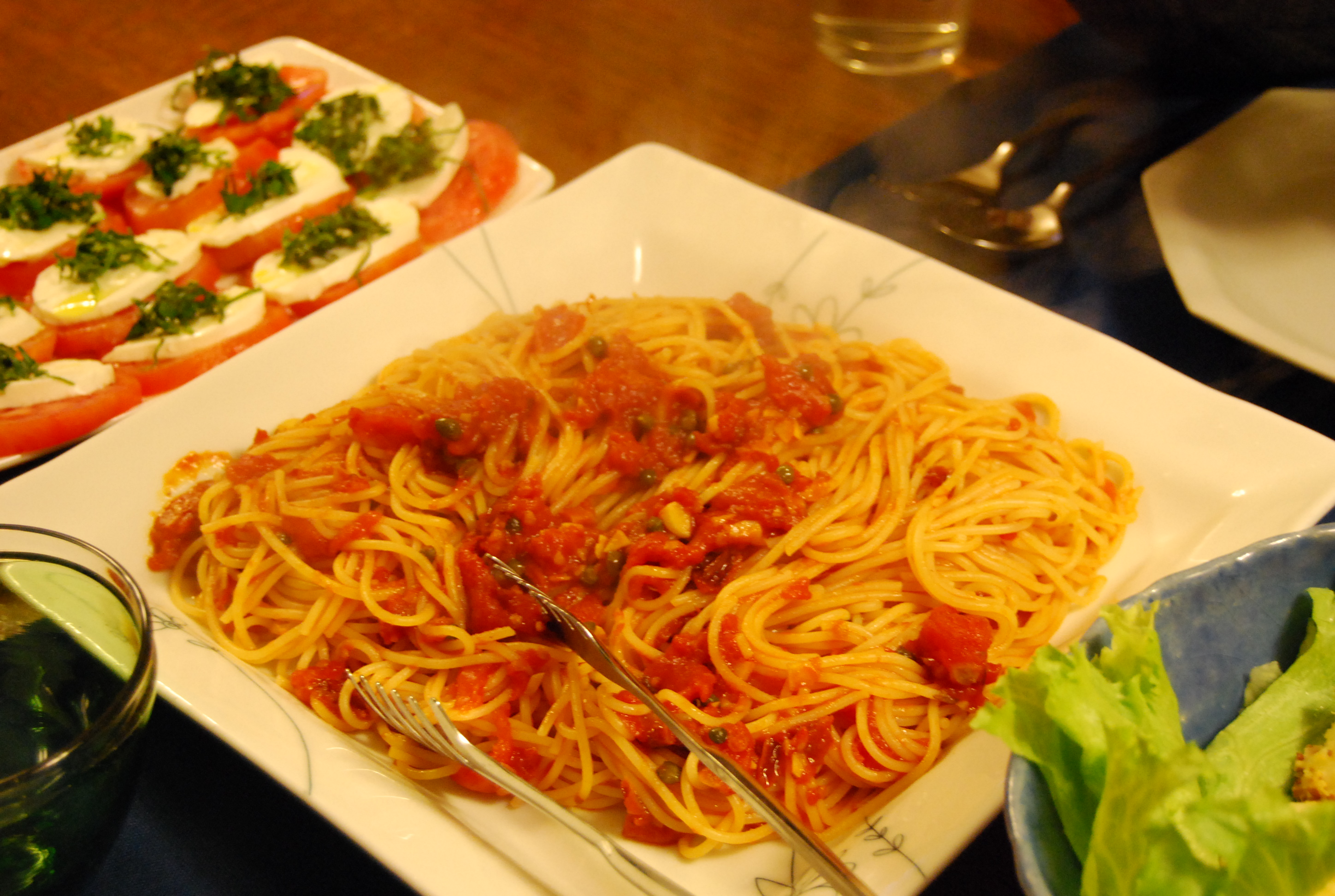
Spaghetti alla puttanesca, una pasta con especias que se hace con una salsa hecha de tomates, aceitunas, anchoas y alcaparras, plato original de Campania.

La cocina campana varía según la región. Mientras que los platos napolitanos se centran en los productos del mar, en Caserta y Aversa se basan más en las hortalizas frescas y en el queso. La cocina de Sorrento combina las tradicionales culinarias de Nápoles y Salerno. La pizza en su aspecto y sabor moderno, fue concebida en Nápoles. Aquí tienen su origen la pizza fritta (pizza frita), el calzone (literalmente "pernera"), que es pizza frita con queso ricota, la pizza marinera y la pizza Margarita. Los napolitanos estuvieron entre los primeros europeos que usaron el tomate no solo como planta ornamental sino también como alimento.

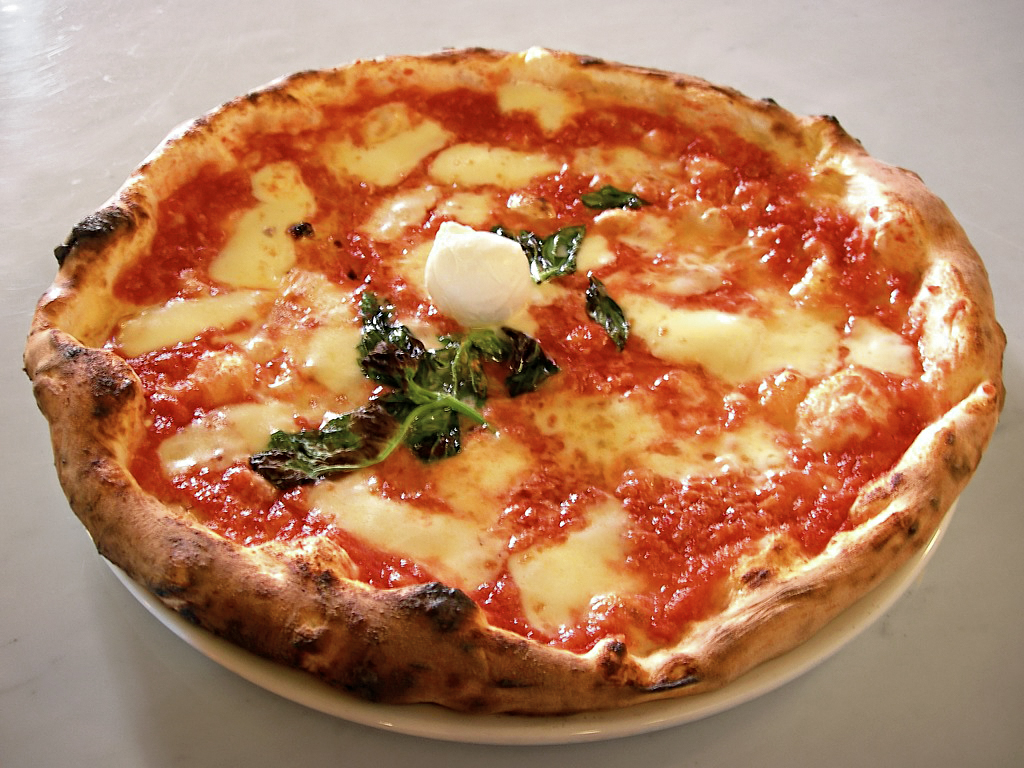
Una auténtica pizza napolitana.

Campania elabora platos cuyo producto básico es el mar, como la insalata di mare, la zuppa di polpo (sopa de pulpo) y zuppa di cozze (sopa de mejillón). El pesce spada (pez espada) es un producto difundido por Campania, como ocurre en otros sitios del sur de Italia como Apulia y Sicilia; se hace a la plancha o también empanado con limón y orégano. Otros platos regionales con productos marinos son frittelle di mare (buñuelos con algas) que se hacen con el alga posidonia comestible, triglie al cartoccio (salmonetes al cartucho) y alici marinate (anchoas frescas en aceite de oliva).
En Campania se producen los sabrosos limones de Sorrento. También produce muchas nueces, especialmente en la zona de Salerno y Benevento.

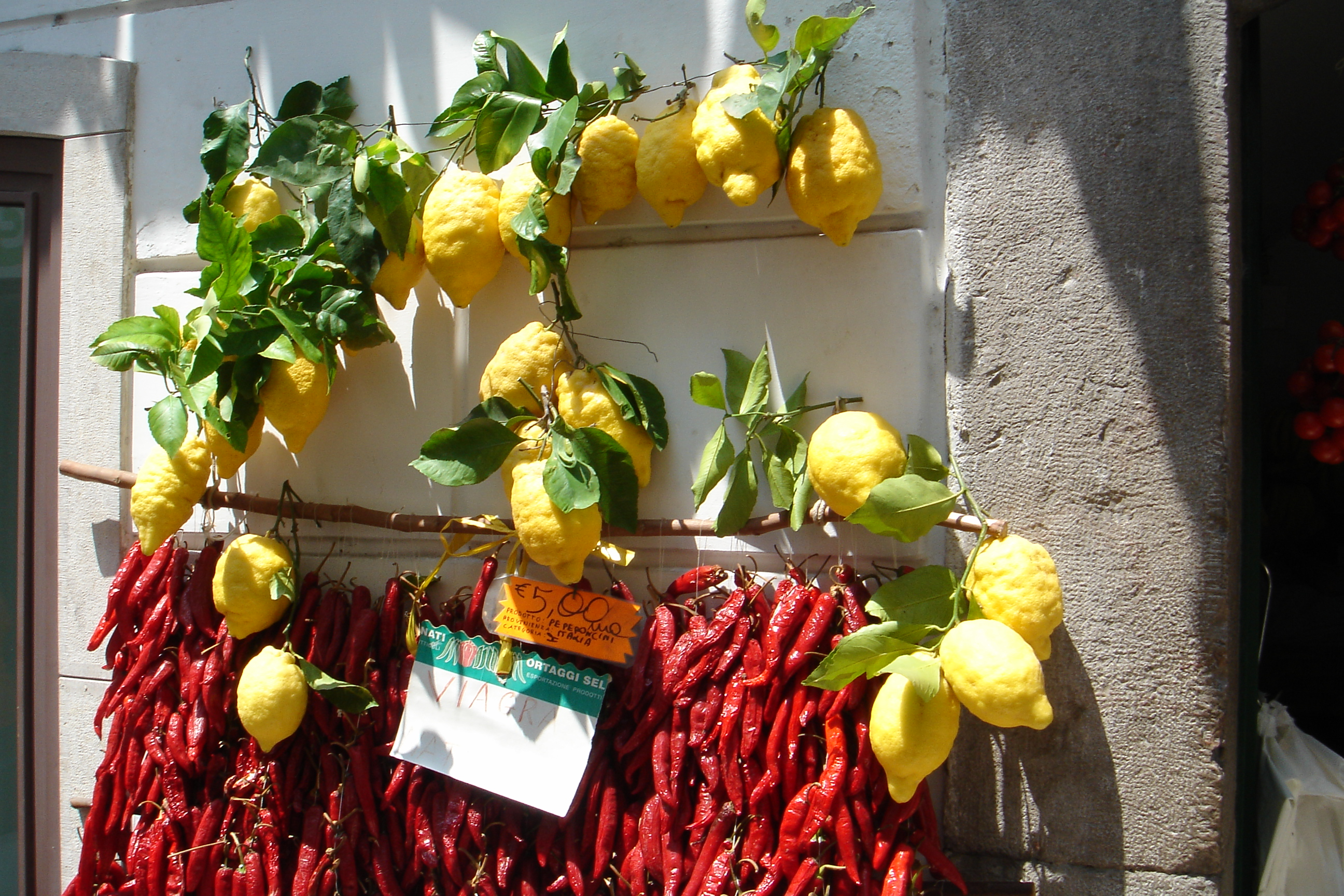
Pimientos rojos secos y limones, colgando en una tienda en Amalfi.

Los quesos de Campania son mozzarella di bufala (mozzarella hecha con leche de búfala), fior di latte ("flor de leche", una mozzarella hecha con leche de vaca), ricotta con leche de oveja o de búfala, provolone de leche de vaca, y caciotta hecha con leche de cabra. Los búfalos de agua se crían en Salerno y Caserta.
Entre los dulces, cabe mencionar la pastiera, un pastel que se hace en Semana Santa. Casatiello y tortano son tarta saladas de la Pascua. Otros bizcochos son el babà napolitano, servido con ron o limoncello, la sfogliatella de Nápoles y de la costa Amalfitana, y las zeppole que se hacen normalmente para el día de San José. Los struffoli son una especie de buñuelos emborrachados en miel propios de la Navidad.
Entre los vinos de Campania destacan: Lacryma Christi, Fiano di Avellino, Aglianico, Greco di Tufo, Per' 'e Palummo, Ischitano, Taburno, Solopaca y Taurasi.

### Deporte
Campania es muy famosa en Italia por sus atletas y sus equipos de fútbol, waterpolo, voleibol, y más recientemente por el baloncesto y el tenis.
El principal club de fútbol de Campania es el Napoli, que ganó cuatro veces la Serie A de Italia, seis veces la Copa Italia, dos veces la Supercopa de Italia, y una vez la Copa UEFA, la Copa de los Alpes y la Copa de la Liga anglo-italiana. El Napoli juega de local en el Estadio Diego Armando Maradona, y ha tenido entre sus jugadores a Sívori, Altafini, Zoff, Krol, Maradona, Careca, Zola, Cannavaro, Higuaín, Cavani, Hamsik, Insigne y Mertens.
Por su parte, el Avellino jugó diez temporadas en la Serie A, la Salernitana cinco veces y el Benevento dos. Otros equipos de fútbol de la región son Battipagliese, Casertana, Cavese, Gelbison, Giugliano, Ischia, Juve Stabia, Nocerina, Paganese, Portici, Real Normanna, Savoia, Sorrento, Turris, etc.
En el baloncesto masculino se han destacado los equipos Juvecaserta, Partenope Napoli, Basket Napoli, Napoli Basket, Avellino y Scafati, mientras que en el baloncesto femenino GUF Napoli, Napoli Basket Vomero y Dike Basket Napoli.
La escuela de esgrima es la más antigua del país y la única en Italia donde un tirador puede adquirir el título de "maestro de espadas" y luego enseñar el arte de la esgrima.
Los clubes náuticos en Nápoles, Posillipo, Canottieri y Rari Nantes son muy antiguos en Italia y famosos por sus regatas, y también son la sede de los principales equipos de waterpolo. En el waterpolo femenino destaca el Volturno Sporting Club de Santa Maria Capua Vetere, campeón de siete ligas italianas. Muchos navegantes de Campania participan como tripulación en la America's Cup.